# Leptotrichella glauca
Leptotrichella glauca là một loài Rêu trong họ Dicranaceae. Loài này được (Besch.) Ochyra mô tả khoa học đầu tiên năm 1997.